# Charlie (Band)
Charlie ist eine britische Rockband, die im Jahre 1971 von Terry Thomas (Gitarre, Leadgesang), Martin Smith (Gitarre, Gesang), Ray Bulloch (Bass) und Nicko McBrain (Schlagzeug) gegründet wurde. Letzterer wurde nach kurzer Zeit von Steve Gadd abgelöst, der jedoch nicht identisch ist mit dem berühmten Schlagzeuger gleichen Namens. Ebenfalls im Jahr 1971 stieß John Anderson (Bass, Gesang) zu der Band und löste Ray Bulloch ab.

## Karriere
In dieser Formation (Thomas, Smith, Anderson, Gadd) nahm die Band 1973 ihre erste Single, I Need Your Love, für Decca auf. Eine zweite Single, Knocking Down Your Door, wurde zwar aufgenommen, aber bis heute niemals veröffentlicht.
Im Jahre 1976 folgte das erste Album der Band – Fantasy Girls (Polydor). Nach einigen Umbesetzungen, in deren Verlauf die Musiker Julian Colbeck, Eugene Organ, Shep Lonsdale, John Verity, Robert Henrit und Terry Slesser bei Charlie spielten, und weiteren sieben Alben, endete die Geschichte der Band im Jahre 1986, obwohl einige Top-50-Hits (vor allem in den USA, Deutschland, Japan und den Niederlanden) erreicht worden waren (u. a. She Loves To Be In Love (1978), It's Inevitable (1983)).
Alle Alben sind inzwischen als CD-Wiederveröffentlichungen auf dem Markt.
Im Juni 2009 erschien ein neues Album der Band, „Kitchens Of Destinction“. Nach Auskunft der Band auf der Website war das Album in der Entstehungsphase zunächst als Soloalbum von Terry Thomas geplant. Nachdem Julian Colbeck und Martin Smith ebenfalls Beiträge leisteten, beschloss man das Album als neues Charlie-Album zu veröffentlichen.

## Diskografie

### Studioalben
| Jahr | Titel            | Höchstplatzierung, Gesamtwochen, AuszeichnungChartsChartplatzierungen (Jahr, Titel, Platzierungen, Wochen, Auszeichnungen, Anmerkungen) | Anmerkungen                          |
| Jahr | Titel            | US | Anmerkungen                          |
| ---- | ---------------- | --- | ------------------------------------ |
| 1977 | No Second Chance | US111 (15 Wo.)US | Erstveröffentlichung: Juli 1977      |
| 1978 | Lines            | US75 (14 Wo.)US | Erstveröffentlichung: Mai 1978       |
| 1979 | Fight Dirty      | US60 (10 Wo.)US | Erstveröffentlichung: September 1979 |
| 1983 | Charlie          | US145 (9 Wo.)US | Erstveröffentlichung: August 1983    |

Weitere Veröffentlichungen
- 1976: Fantasy Girls
- 1981: Good Morning America
- 1982: Here Comes Trouble
- 1986: In Pursuit of Romance
- 2000: The Best of
- 2007: Anthology
- 2009: Kitchens Of Distinction
- 2015: Elysium

### Singles
| Jahr | Titel Album                     | Höchstplatzierung, Gesamtwochen, AuszeichnungChartsChartplatzierungen (Jahr, Titel, Album, Platzierungen, Wochen, Auszeichnungen, Anmerkungen) | Anmerkungen                       |
| Jahr | Titel Album                     | US | Anmerkungen                       |
| ---- | ------------------------------- | --- | --------------------------------- |
| 1977 | Turning To You No Second Chance | US96 (2 Wo.)US | Erstveröffentlichung: August 1977 |
| 1978 | She Loves To Be In Love Lines   | US54 (7 Wo.)US | Erstveröffentlichung: Juli 1978   |
| 1979 | Killer Cut Fight Dirty          | US60 (6 Wo.)US | Erstveröffentlichung: August 1979 |
| 1983 | It’s Inevitable Charlie         | US38 (11 Wo.)US | Erstveröffentlichung: Juni 1983   |